# Киноязык
Киноязык — средство выражения определённой художественной реальности.

## Зарождение и развитие киноязыка
Зарождение и развитие киноязыка условно можно разбить на следующие этапы:
- 1895—1900 гг. Братья Люмьер — балаганное зрелище (движение в кадре само по себе становится трюком, дополняемым движением камеры — лифт, наезд). Эффект реальности — поезд, море. Прообраз документального кино. «Политый поливальщик» (1899) — первый игровой фильм.
- 1896—1903 гг. Трюковое кино. Жорж Мельес — фантастический, мистический трюк (исчезновение, появление, совмещение). Брайтонская школа — комическое (чёрный юмор) в быту (служанка и взрыв, фотограф и рот прохожего). Андре Дид (Кретинетти, Глупышкин) — абсурдная (бурлескная) комедия.
- 1897—1902 гг. Повествовательное кино — Турин-97 («Прибытие поезда на вокзал Ла-Сьота»), Дрейфус в Житомире (комментарий), Дж.Смит — крупный план — деталь (мышь в художественной школе, маленький доктор)
- 1900—1910 гг. Линейный монтаж — Э.Портер «Большое ограбление поезда» (1903), Д.Гриффит.
- 1909 Параллельный монтаж — Д.Гриффит. «Уединённая вилла».
- 1905—1920 гг. Разбивка на разные крупности.
- 1915—1930 гг. Изменение ракурса, субъективная точка зрения, искажение изображения.
- 1922—1928 гг. Появление динамичного, ритмизованного «русского» (метрического) монтажа.
- 1927—1932 гг. Появление звукового кино.
- 1928—1930 гг. Появление чёрно-белого стереокино (очковый метод, с анаглифами).
- 1930—1940 гг. Появление полноценного цветного кино.
- 1948—1950 гг. Появление цветного очкового (полироидного) стереокино.
- 1950—1960 гг. Появление широкоэкранного кино.
- 1952—1956 гг. Появление цветного безочкового стереокино.
- 1955—1965 гг. Появление панорамного, широкоформатного и полиэкранного кинематографа.
- 1985—1990 гг. Появление полноценного звукового кино (Dolby digital).

## Элементы киноязыка
- Кино как искусство. История появления кинематографа и его предтечи. Роль кино в ряду других искусств. Синтетичность.
- Своеобразие кинематографической образности. Достоверность кинематографического зрелища. Его отличие от театрального. Изобразительное решение в кино и театре. Общее и специфическое в культуре театра и кино.
- Специфика киноповествования. Понятие кадра. Кадр — план. Крупность планов. Изображение человека и событий в системе непрерывного действия монтажно-организованных кадров, образующих композиционное единство. Понятие режиссёрского и литературного сценария.
- Монтаж. Пространственные возможности кинематографического изображения. Широкий охват действительности. Разноплановость изображения.
- Время как структурный элемент кинематографической образности. Экранное время и его отношение с астрономическим. Возможности концентрации и расширения временных рамок. Внутрикадровое время.
- Основополагающие работы по монтажу. «Эффект Кулешова», теоретическое наследие С.Эйзенштейна. Изменения характера монтажа в современном кинематографе.
- Изображение в кадре. Точка зрения объективная и субъективная. Движение камеры. Понятие — мизанкадр. Мастерство кинооператора. Живописность изображения. Роль художника-постановщика.
- Звук и пространство. Физическая природа звука. Звук и точка зрения. Музыка, шумы, речь. Мастерство звукорежиссёра. Основные способы озвучивания.
- Изображение и слово. Голос в кадре и голос за кадром. Функции комментария.
- Понятие стиля в кинематографе. Пространственно-временная форма киноповествования, организация фильма во времени (ритм, плавность переходов, длина кадров и т. д.) и пространстве (актер, декорация, свет). Авторский стиль в кино.